# Gałuszka

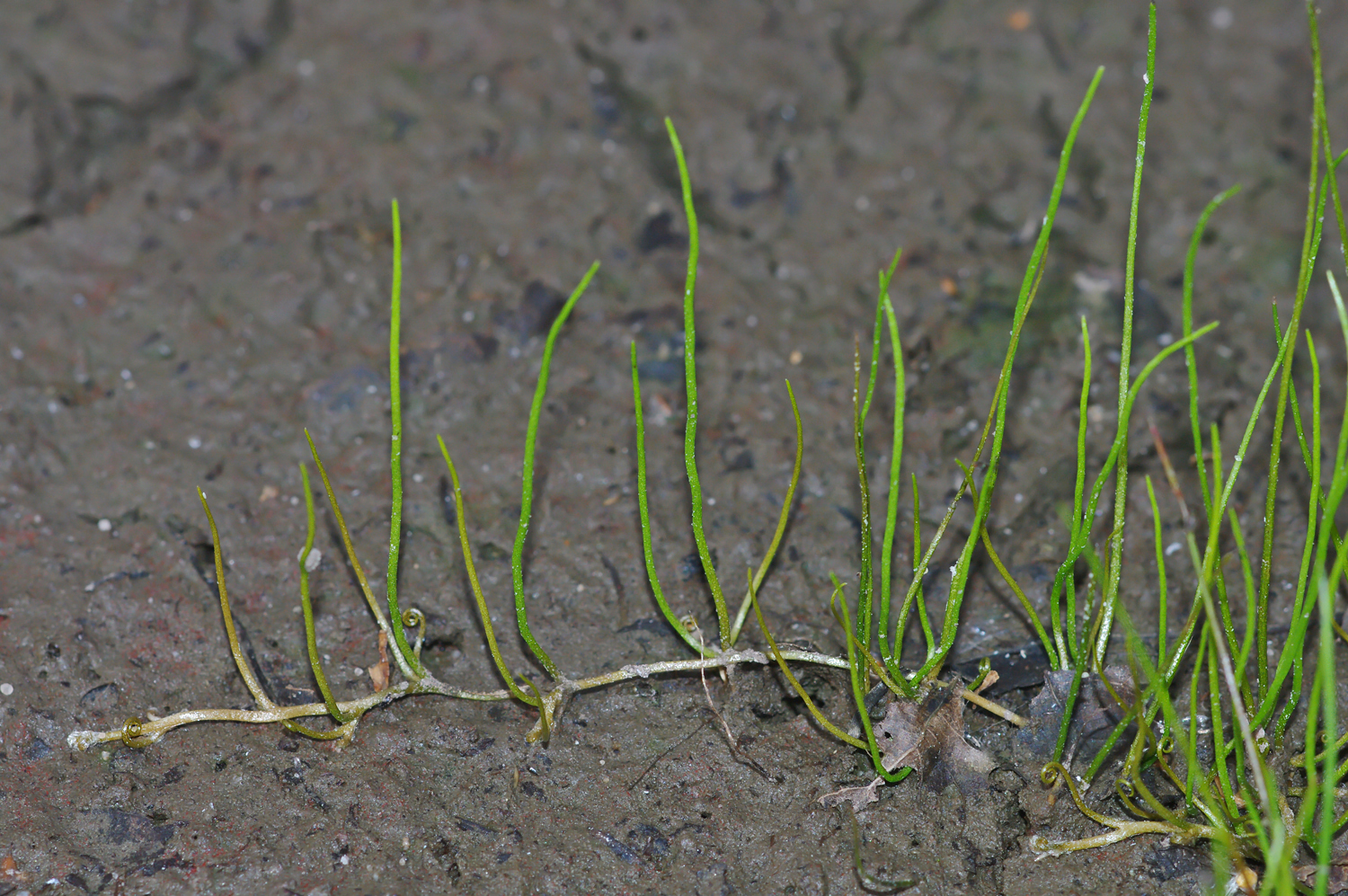
Gałuszka kulecznica

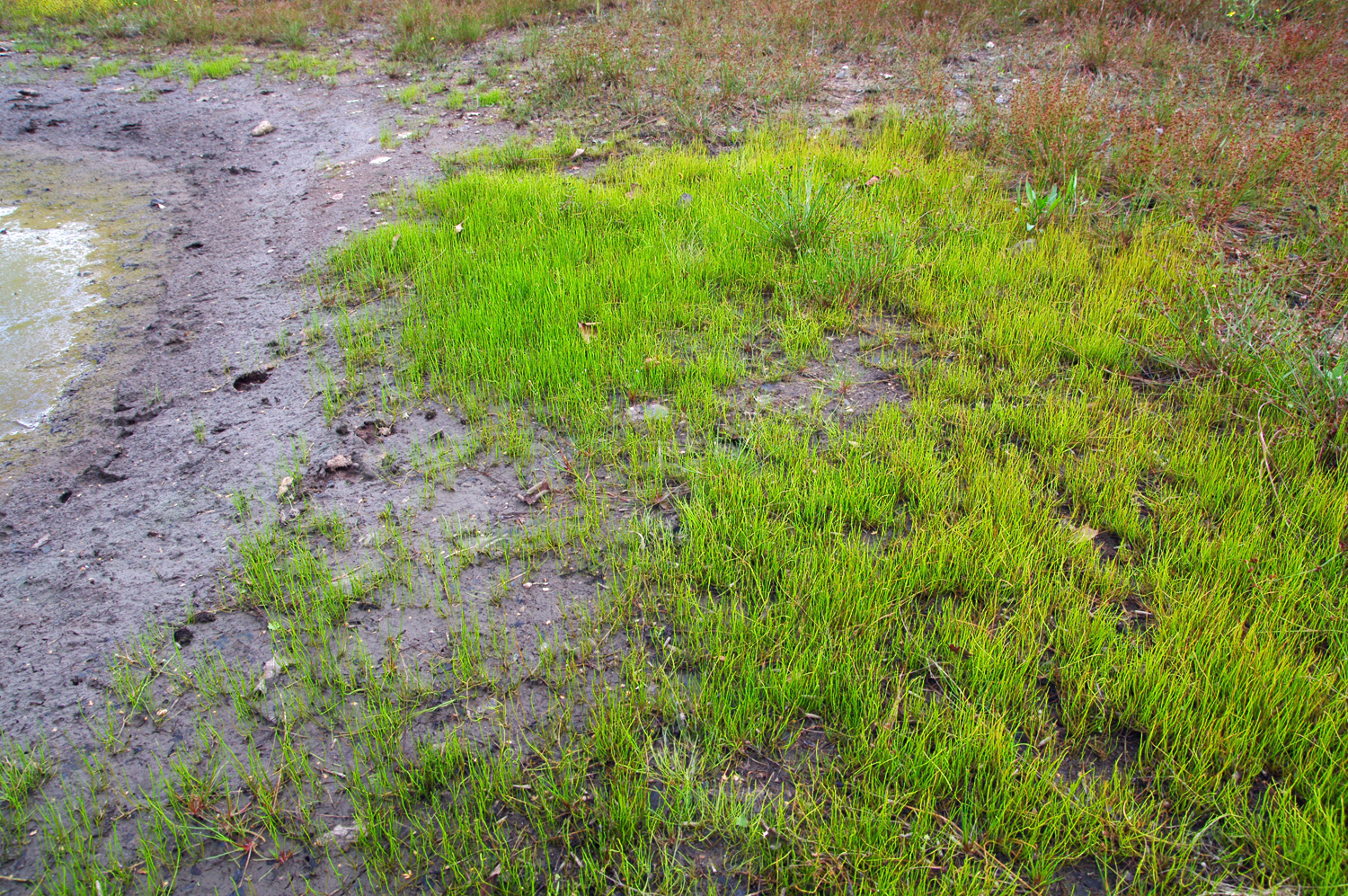
Płat gałuszki kulecznicy

Gałuszka (Pilularia) – rodzaj paproci z rodziny marsyliowatych. Obejmuje 5–6 gatunków. Występują one w dużym rozproszeniu na różnych obszarach w klimacie umiarkowanym na obu półkulach. W Polsce bardzo rzadko spotykany jest jeden gatunek – gałuszka kulecznica (Pilularia globulifera). Są to niewielkie rośliny wieloletnie o płożących pędach i igłowatych liściach rosnące na brzegach (niektóre gatunki tylko w wodzie, w miejscach okresowo zalewanych lub przy brzegu) wód stojących i cieków oraz na terenach bagiennych. Nazwa rodzajowa pochodzi od łacińskiego słowa pilula oznaczającego małą piłeczkę i odnosi się do niewielkich, kulistych sporokarpów występujących u tych roślin. 

## Morfologia
PokrójPędy ścielące się po podłożu cienkie, rozgałęziają się dychotomicznie i nieregularnie, zdolne są do nieograniczonego wzrostu na długość, na szczycie są charakterystycznie dla paproci ślimakowato skręcone. Na ich dolnej stronie wyrastają z węzłów korzenie, a z górnej strony – liście.
LiścieWyrastają w dwóch prostnicach naprzemiennie z górnej części płożącego pędu. Zredukowane są do samego ogonka liściowego, pozbawionego blaszki liściowej. Igłowate ogonki o kolistym przekroju mają do kilkunastu cm wysokości u form rosnących w miejscach odsłoniętych i do kilkudziesięciu u roślin rosnących na dnie zbiorników. Liście za młodu są zwinięte, z wiekiem prostują się.
ZarodnieDwojakiego rodzaju – makro- i mikrosporangia zebrane są we wspólnych organach zwanych sporokarpami. Są one kulistawe i wyrastają pojedynczo lub w parach na krótkich trzonkach u nasady liści. U niektórych gatunków rozwijają się pod ziemią. Sporokarpy są mniej lub bardziej owłosione i otwierają się czterema klapkami.

## Rozwój
Sporokarpia, będące najwyraźniej zmodyfikowanymi liśćmi (świadczy o tym układ żyłek przewodzących i ich rozwój) zawierają u szczytu zarodnię rozwijającą się w makrosporangium i niżej położone trzy mikrosporangia, rozwijające się nieco później. Każda zarodnia jest otoczona jednowarstwową ścianą i wewnątrz dwuwarstwowym tapetum. W środku zawiera 32 lub 64 zarodniki, z których w makrosporangium tylko jeden rozwija się w makrosporę, a reszta rozpuszcza się, tworząc wielojądrowe plazmodium. W mikrosporangiach dojrzewają i zmieniają się w mikrospory zwykle wszystkie zarodniki.
Rozwój gametofitu w mikrosporach jest szybki – trwa kilkanaście godzin. W wyniku podziałów jego komórki powstaje jednokomórkowe przedrośle i dwie plemnie. Plemnie składają się ze ściany i komórki macierzystej plemników, której cztery kolejne podziały tworzą 16 komórek plemnikowych. Po rozpuszczeniu komórki przedroślowej, rozluźnieniu ścian plemni i mikrospory wydostają się one na zewnątrz. Plemniki składają się z pęcherzyka i długiej, opatrzonej licznymi wiciami wstęgi. 
Pierwsze podziały makrospory tworzą gametofit żeński składający się z komórki gromadzącej substancje zapasowe oraz właściwy gametofit składający się z komórek wegetatywnych i rodni z komórką jajową. Rodnia otoczona jest galaretowatą masą i w jej wnętrzu rozpuszczeniu ulegają także komórki kanałowe. Przez rozluźniony gametofit plemnik dostaje się do komórki jajowej i dokonuje zapłodnienia. Rozwijający się zarodek osłonięty jest dwiema lub trzema warstwami komórek gametofitu tworzących czepiec, od zewnątrz z licznymi chwytnikami.

## Systematyka
W obrębie rodzaju wyróżnia się dwie grupy: europejską (P. globulifera i P. minuta) oraz składającą się z P. americana, P. novae-hollandiae i P. novae-zelandiae odpowiednio z Ameryki Północnej, Australii i Nowej Zelandii. Pod względem morfologicznym grupy i gatunki są bardzo trudne do rozróżnienia. Wyniki badań molekularnych i morfologicznych wskazują na to, że P. novae-hollandiae i P. novae-zelandiae są w istocie jednym gatunkiem (pierwsza z nazw ma priorytet). Status taksonomiczny P. americana wymaga dalszych badań, bowiem obejmuje dwie nieco odrębne grupy pod względem geograficznym i genetycznym, a przy tym cechuje się wielkim podobieństwem do P. novae-hollandiae.
Wykaz gatunków
- Pilularia americana A. Braun
- Pilularia globulifera L. – gałuszka kulecznica
- Pilularia minuta Durieu
- Pilularia novae-hollandiae A.Braun
- Pilularia novae-zelandiae Kirk

W 2011 opisano nowy gatunek w Południowej Afryce:
- Pilularia dracomontana N.R. Crouch & J. Wesley-Smith